# Мана (Молдова)
Мана (рум. Mana) — село в Оргіївському районі Молдови. Входить до складу комуни, адміністративним центром якої є село Селіште.

## Населення
За даними перепису населення 2004 року у селі проживали 349 осіб.
Національний склад населення села:
| Національність   | Кількість осіб | Відсоток   |
| ---------------- | -------------- | ---------- |
| молдавани румуни | 346 1          | 99,1% 0,3% |
| росіяни          | 2              | 0,6%       |
| Всього           | 349            | 100%       |